# Wells (Maine)
Wells es un pueblo ubicado en el condado de York en el estado estadounidense de Maine. En el Censo de 2010 tenía una población de 9.589 habitantes y una densidad poblacional de 50,3 personas por km².

## Geografía
Wells se encuentra ubicado en las coordenadas 43°18′37″N 70°37′55″O / 43.31028, -70.63194. Según la Oficina del Censo de los Estados Unidos, Wells tiene una superficie total de 190.65 km², de la cual 149.06 km² corresponden a tierra firme y (21.81%) 41.59 km² es agua.

## Demografía
Según el censo de 2010, había 9.589 personas residiendo en Wells. La densidad de población era de 50,3 hab./km². De los 9.589 habitantes, Wells estaba compuesto por el 97.15% blancos, el 0.51% eran afroamericanos, el 0.16% eran amerindios, el 0.62% eran asiáticos, el 0.01% eran isleños del Pacífico, el 0.22% eran de otras razas y el 1.33% pertenecían a dos o más razas. Del total de la población el 1.16% eran hispanos o latinos de cualquier raza.